# ميغيل أنخيل مايه
ميغيل أنخيل مايه إنغومو (بالإسبانية: Miguel Ángel Mayé)‏ (مواليد 8 ديسمبر 1990)، يعرف بـميغيل أنخيل، هو لاعب كرة قدم غيني استوائي كظهير أيمن ويلعب حاليًا لصالح نادي أكونانغوي المحلي.

## إحصائيات

### المنتخب
آخر تحديث 8 يناير 2015.
| غينيا الاستوائية | غينيا الاستوائية | غينيا الاستوائية |
| السنة            | الظهور           | الأهداف          |
| ---------------- | ---------------- | ---------------- |
| 2015             | 0                | 0                |
| الإجمالي         | 0                | 0                |

## روابط خارجية
- صفحة اللاعب على موقع الاتحاد الأفريقي لكرة القدم
- ميغيل أنخيل مايه على موقع قاعدة بيانات كرة القدم.إي يو (الإنجليزية)
- ميغيل أنخيل مايه على موقع ناشيونال فوتبول تيمز (الإنجليزية)
- ميغيل أنخيل مايه على موقع Soccerway.com (الإنجليزية)
- ميغيل أنخيل مايه على موقع عالم كرة القدم.نت (الإنجليزية)
- صفحة اللاعب على سوكرواي